# Kim Isak
Ida Dene Simmons (Frankfurt, 25 de mayo de 1985), más conocida como Kim Isak o simplemente Isak, es una cantante y actriz. Fue miembro del dúo musical femenino surcoreano Isak N Jiyeon de 2002 a 2004. Dejó SM Entertainment en 2012. Ha sido VJ para Pops en Seúl en Arirang TV y ahora es DJ de "Kpoppin" en Arirang Radio.

## Biografía
Kim Isak nació como Ida Dene Simmons el 25 de mayo de 1985, en Frankfurt, Alemania. Cuando cumplió 1 año, se mudó a Kansas con su madre. Se fue de Kansas a los 4 años para mudarse a California, y vivió allí hasta 1999. Más tarde, emigró a Corea del Sur para aprender sobre sus raíces surcoreanas y explorar su carrera musical en la música pop coreana. Isak vivía en una comunidad mayoritariamente blanca con su madre.
Al llegar a Corea del Sur, asistió a la Korea Kent Foreign School, donde entre sus compañeras de clase y amigas se encontraban Jessica Jung y Tiffany Young, las dos futuras miembros surcoreanas-estadounidenses de Girls' Generation. Tiffany vivió inicialmente con Isak cuando se mudó a Seúl desde Diamond Bar, California, a la edad de 15 años, logrando establecerse una gran amistad entre ambas.

### Isak N Jiyeon (2002-2004)
El 3 de septiembre de 2002, Kim Isak debutó como miembro del dúo Isak N Jiyeon junto con Lina (en aquel entonces llamada Jiyeon, y futura miembro del grupo femenino surcoreano The Grace), con el lanzamiento del álbum Tell Me Baby. El dúo se disolvió oficialmente en 2004.

## Filmografía

### Dramas de televisión
| Año       | Título               | Papel | Notas            | Difusión |
| --------- | -------------------- | ----- | ---------------- | -------- |
| 2007-2008 | Unstoppable Marriage | Aida  | Papel secundario | KBS      |

### Teatro musical
| Año  | Título           | Papel | Notas                                          |
| ---- | ---------------- | ----- | ---------------------------------------------- |
| 2008 | The Life         |       |                                                |
| 2011 | Spring Awakening | Ilse  | Adaptación del musical alemán 'Frank Wedekind' |

### Actividades de radiodifusión
- 2008: Arirang TV Pops in Seoul VJ
- 2012: Arirang Radio Kpoppin DJ

### Apariciones en vídeos musicales
- 2007: Super Junior-T – Rokkugo